# Генрик Войтинек
Генрик Томаш Войтинек (пол. Henryk Tomasz Wojtynek, нар. 23 березня 1950, Катовиці) — польський хокеїст, що грав на позиції воротаря. Грав за збірну команду Польщі. Згодом — хокейний тренер.

## Ігрова кар'єра
Професійну хокейну кар'єру розпочав 1973 року.
Усю професійну клубну ігрову кар'єру, що тривала 13 років, провів, захищаючи кольори команди «Напшуд Янув».
У складі національної збірної Польщі провів 131 матч, брав участь в зимовій Олімпіаді 1980 року. 